# حمله ژانویه ۲۰۲۳ به جنین
در ۲۶ ژانویه ۲۰۲۳ واحد یمام پلیس مرزبانی اسرائیل با همراهی نیروهای دفاعی اسرائیل موسوم به تزاحال با هجوم به اردوگاه پناهندگان جنین ۹ فلسطینی از جمله یک زن مسن را به قتل رساندند. به روایت دولت اسرائیل، این حمله برای جلوگیری از یک عملیات تروریستی از سوی جهاد اسلامی بوده است. این مرگبارترین حمله اسرائیل به اردوگاه آوارگان جنین طی ۲۰ سال گذشته بود.

## پیش‌زمینه
تنش‌ها میان فلسطینیان و اسرائیل از زمان بحران ۲۰۲۱ اسرائیل و فلسطین تشدید شد. توجه به شهر جنین زمانی بیشتر شد که شیرین ابوعاقله، خبرنگار با سابقه الجزیره درحالی که مشغول پوشش اخبار حمله نیروهای ارتش اسرائیل به شهر جنین در کرانه باختری بود مورد هدف نیروهای اسرائیلی قرار گرفت و به دلیل اصابت گلوله به سر جان باخت. با دستگیری باسم سعدی، از رهبران جهاد اسلامی، شبه نظامیان فلسطینی اقدام به عملیات‌های تلافی جویانه از اسرائیل کردند. اسرائیل نیز متعاقبا به شدیدترین وجه پاسخ این اقدامات را که به کشته شدن غیرنظامیان می‌انجامد می‌دهد. بیش از ۱۷۰ فلسطینی از جمله ۳۰ کودک تنها در سال ۲۰۲۲ کشته شدند. بنا به گزارش‌ها، در میان کشته‌شدگان شبه نظامیان فلسطینی نیز وجود دارند اما بیشتر کشته‌شدگان غیر نظامی هستند.

## واکنش‌ها

### فلسطین
صالح العاروری، معاون دفتر سیاسی جنبش مقاومت اسلامی «حماس» با «قتل عام» نامیدن این رویداد، پاسخ مسلحانه به این اقدام اسرائیل را حتمی دانست.

### بین المللی
سازمان همکاری اسلامی با صدور بیانیه‌ای این اقدام اسرائیل را «جنایت شنیع» خواند. جمهوری عربی مصر با محکومیت این حمله، از اسرائیل خواست تا از حمله به شهر های فلسطینی دست بر دارد.
امارات متحده عربی، چین و فرانسه خواستار برگزاری نشست غیرعلنی شورای امنیت برای بحث در مورد این کشتار شدند.
وزارت امور خارجه و مهاجران جمهوری عربی سوریه با تروریستی نامیدن دولت اسرائیل، آمریکا را حامی بی‌پروایی این دولت در چنین اقداماتی معرفی کرد.